# Okręg Lushnja
Okręg Lushnja (alb. rrethi i Lushnjës) – jeden z trzydziestu sześciu okręgów administracyjnych w Albanii; leży w zachodniej części kraju, w obwodzie Fier. Liczy ok. 145 tys. osób (2008) i zajmuje powierzchnię 712 km². Jego stolicą jest Lushnja.
W skład okręgu wchodzi siedemnaście gmin: dwie miejskie Divjakë, Lushnje oraz czternaście wiejskich Allkaj, Ballagat, Bubullimë, Dushk, Fier-Shegan, Golem, Grabjan, Gradishtë, Hysgjokaj, Karbunarë, Kolonjë, Krutje, Rremas, Tërbuf.
Inne miasta: Rrogozhina.